# Krai de Krasnoiarsk
O krai de Krasnoiarsk (russo:  Красноя́рский край, tr. Krasnoiárski krai; IPA: [krəsnɐˈjarskʲɪj ˈkraj]) é uma divisão federal da Federação da Rússia, com capital em Krasnoiarsk. Tem uma área de 2 339 700 km² e, segundo o censo de 2018, havia 2 876 497 habitantes. Foi criado em 7 de dezembro de 1934, em plena União Soviética. Desde 2007, sua assembleia é chefiada por Alexander Uss.